# Anticapitalismo
L'anticapitalismo è l'opposizione al capitalismo, in termini teorici e di azione politica. Si tratta pertanto di un termine ombrello, che copre un ampio insieme di ideologie e di comportamenti. Gli anticapitalisti in senso stretto sono coloro che intendono rimpiazzare completamente il capitalismo con un altro sistema economico; tuttavia, ci sono anche ideologie che possono essere caratterizzate come parzialmente anticapitaliste, nel senso che cercano di sostituire o ad abolire solamente certi aspetti del capitalismo piuttosto che l'intero sistema.
Le forme storicamente più note di anticapitalismo sono il comunismo, il socialismo, numerose varianti dell'anarchismo e l'ecologismo. Aspetti di anticapitalismo si ritrovano in maniera ambigua anche in ideologie totalitarie di destra, come fascismo e nazionalsocialismo, come anche in certi ambiti reazionari e conservatori (la teoria distributista ad esempio condanna specularmente capitalismo e comunismo).
Altre teorie anticapitaliste sono incentrate sull'anticonsumismo e sostengono la decrescita. Un esempio è costituito dalle idee del filosofo ed economista giapponese Kohei Saito, docente di economia politica all'Università di Osaka, autore nel 2020 del saggio Capital in the Anthropocene.
Un altro esempio è dato da l'"Altra via" (Francesco Gesualdi), un'idea di decrescita per il raggiungimento di un benessere non specificatamente materiale e, a detta dei suoi sostenitori, diffuso in modo più equo sia nelle singole realtà sociali sia nella comunità globale.

## Anarchismo

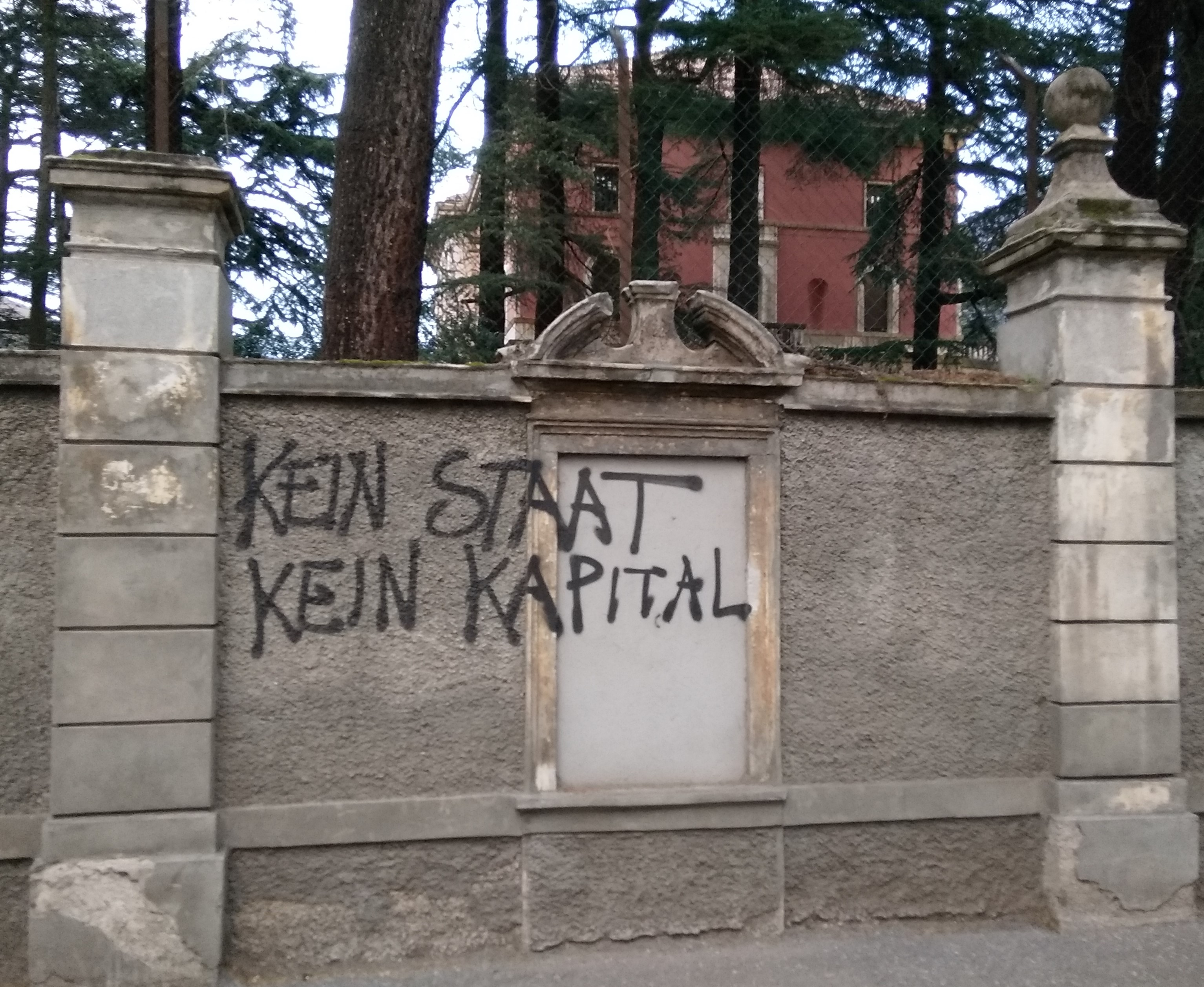
Graffito anticapitalista a Bolzano: niente stato, niente capitale

Gli Anarchici aspirano alla totale abolizione dello Stato in quanto garante degli interessi capitalistici. Essi si oppongono al capitalismo a causa delle iniquità sociali che ne derivano (differenze e contrapposizioni di classe) e della gerarchia coercitiva che lo caratterizzano (attraverso ad esempio i rapporti di lavoro). L'anti-capitalismo anarchico si distingue da quello marxista di stampo leninista per l'importanza che attribuisce all'autorganizzazione popolare e all'azione diretta dal basso.

## Socialismo
Il socialismo include numerose teorie di organizzazione economica che invocano la proprietà pubblica dei mezzi di produzione o la direzione diretta dei lavoratori, nonché l'amministrazione dei mezzi di produzione da parte dei lavoratori e la ridistribuzione delle risorse tra la popolazione, come anche una società caratterizzata da un equo accesso alle risorse per ogni individuo, con un metodo egualitario di compensazione. I socialisti richiedono la cooperazione o il controllo statale dell'economia; la maggior parte invoca un controllo democratico sullo Stato, sebbene ci siano state anche teorie non-democratiche che invocano il primato dello Stato nella distribuzione delle risorse. La proprietà Statale e la cooperativa dei lavoratori è in opposizione radicale alla proprietà privata dei mezzi di produzione, che è il pilastro del capitalismo.

## Comunismo
Per i comunisti il capitalismo è caratterizzato storicamente da una sempre maggiore accumulazione di plusvalore da parte della classe dominante (la borghesia nel mondo contemporaneo), il che ha molte conseguenze sulla società: provoca ad esempio una progressiva intensificazione dello sfruttamento lavorativo, con un peggioramento delle condizioni di vita della classe operaia. Inoltre, l'insorgere ciclico di crisi economiche, tipiche dell'accumulazione capitalistica, è all'origine di conflitti e guerre in cui le varie borghesie nazionali tentano di impadronirsi delle risorse di altre parti del mondo a danno di altri popoli (imperialismo). Il comunismo, specie nella sua più nota accezione marxista, si pone come obiettivo l'eliminazione del capitalismo attraverso l'abolizione della proprietà privata e della classe borghese che ne giova. Per i marxisti infatti sotto il capitalismo, paradossalmente, la proprietà privata è di fatto già inesistente per la maggioranza della popolazione mondiale, dato che le ricchezze tendono a concentrarsi negli oligopoli formati dai maggiori borghesi. Marx ed Engels propugnavano quindi la necessità di abolire la proprietà privata con l'espropriazione delle ricchezze accumulate dai capitalisti. Questo processo, basato sulla lotta rivoluzionaria contro la borghesia e le sue istituzioni, avrebbe portato in un primo tempo alla formazione di uno Stato socialista di transizione e poi alla stabilizzazione di una società comunista in cui gli squilibri creati dal capitalismo (sfruttamento, disuguagliaze, crisi, guerre, ecc.) avrebbero trovato una razionale e definitiva soluzione. Friedrich Engels, uno dei fondatori della moderna teoria comunista, invocava inoltre la creazione di una società che consentisse, tramite l'applicazione della moderna tecnologia, di razionalizzare l'attività produttiva, eliminando il caotico e inumano sistema di produzione capitalistico in cui l'introduzione di nuove macchine si traduce solo in un aumento della manodopera licenziata (esercito industriale di riserva) e in un sovraccarico di lavoro per il singolo lavoratore.

## Fascismo
Il fascismo ha un atteggiamento ambiguo verso il capitalismo: da una parte sostiene il diritto alla proprietà privata e all'iniziativa economica delle imprese, dall'altra propugna l'interventismo e il protezionismo contro il laissez-faire (il libero mercato). La dottrina fascista propugna, in certi casi, la nazionalizzazione e la socializzazione delle grandi industrie, obiettivi simili a quelli delle dottrine socialiste ma di fatto mai messi in pratica dai regimi fascisti; tale doppiezza in campo economico si estende in campo morale alle critiche contro quella che viene definita "cultura borghese" del profitto fine a se stesso e della vita comoda. In opposizione al marxismo infatti, per il quale le disparità sociali ed economiche conducono inesorabilmente ad un conflitto tra le classi, il fascismo sostiene il mantenimento della disparità tra proletari e borghesi in nome dell'unità nazionale. Altro elemento usato dalla propaganda fascista è inoltre la contrapposizione all'alta finanza e l'usurocrazia bancaria, le quali sarebbero il nemico comune della nazione.